# Domptør
Domptør (fr. dompteur,  lat. domitor) er en person, som foretager dressur af vilde dyr samt fremviser disse, eksempelvis i et cirkus, på et marked eller lignende.
| Job | Spire Denne artikel om et job eller en stillingsbetegnelse er en spire som bør udbygges. Du er velkommen til at hjælpe Wikipedia ved at udvide den. |